# Современный прорыв
Современный прорыв (дат. Det moderne gennembrud, норв. Det moderne gjennombrudd, швед. Det moderna genombrottet) — общее название большого движения натурализма и дискуссионной литературы Скандинавии, пришедшего на смену романтизму в конце XIX века.

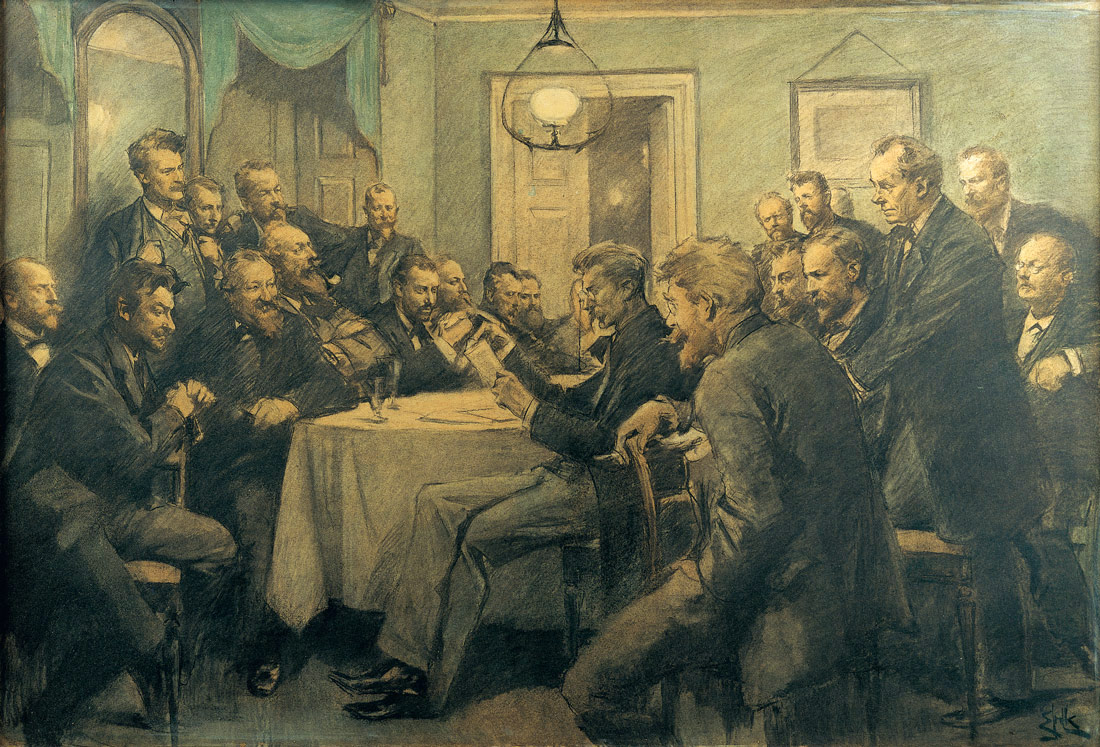
Встреча в ассоциации Богставелигеден 1 марта 1882 года. Картина написана Эриком Хеннингсеном,

Термин «Современный прорыв» используется в отношении периода 1870—1890 годов в истории литературы Скандинавии, которая в этот период совершила прорыв по сравнению с остальной Европой. Датский литературовед и теоретик натурализма Георг Брандес часто считается «проводником» этого движения, хотя некоторые авторы начали писать в реалистическом стиле ещё до того, как он сформулировал эстетическую концепцию этого движения. Его лекции в Копенгагенском университете, начиная с 1871 года, и работа «Основные течения в литературе XIX века» (дат. Hovedstrømninger i det 19. Aarhundredes Litteratur) ознаменовали начало этого периода.

## Характеристика
Авторы эпохи современного прорыва выступали против традиционных культурных тем, особенно литературного периода романтизма. Писатели современного прорыва придерживались более реалистичных взглядов. Авторы этого движения также придерживались более либеральных взглядов на такие темы, как сексуальность и религия, и открыто выражали свой интерес к научным открытиям, таким как теория эволюции Чарльза Дарвина. Женщины-писательницы также приобрели беспрецедентное влияние в это время.

## Развитие
Начало периода обычно приписывают Георгу Брандесу, который уже в 1869 году перевёл на датский язык противоречивое эссе Джона Стюарта Милля «Порабощение женщин». В последующие годы Брандес читал лекции в Копенгагенском университете, а затем и в большинстве европейских стран с критикой романтизма. Он также писал книги и статьи на эту тему, основной из них стала книга «Основные течения в литературе XIX века», которая была опубликована в нескольких томах с 1872 года и стала важной теоретической основой для литературы того времени.
У ряда других авторов того периода были международные контакты, и многие из них жили за границей в течение коротких периодов. Таким образом, в таких городах, как Париж, Берлин и Рим, появились небольшие колонии скандинавских авторов, а некоторые из них публиковали литературу непосредственно на иностранных языках. В любом случае, их работы переводились гораздо быстрее, чем в прежние времена, и движение, таким образом, совершило свой прорыв.
В 1890-х годах это движение было частично заменено символизмом, истоки которого лежат в интересе многих авторов к темам религиозного или духовного характера. Однако реализм современного прорыва оказал влияние на более поздних авторов, таких как Сельма Лагерлёф, Йоханнес Вильгельм Йенсен и Мартин Андерсен-Нексё в последующие годы, которые некоторые называют народным прорывом, поскольку авторы этого периода пишут о низших слоях общества, например, произведение Мартина Андерсена-Нексё «Пелле-завоеватель» (дат. «Pelle Erobreren»), которое было экранизировано в 1987 году.

## Авторы
Известные авторы современного прорыва:
- Дания:
  - Георг Брандес
  - Йенс Петер Якобсен
  - Хенрик Понтоппидан
  - Карл Адольф Гьеллеруп
  - Хельга Йохансен
  - Хольгер Хенрик Херхольдт Драхман
  - Герман Банг
  - Софус-Христиан-Фредерик Шандорф
  - Йохан Скьольборг
- Норвегия:
  - Генрик Ибсен
  - Бьёрнстьерне Мартиниус Бьёрнсон
  - Александр Ланге Хьелланн
  - Юнас Ли
  - Арне Гарборг
  - Ханс Хенрик Йегер
  - Амалия Скрам
- Швеция:
  - Юхан Август Стриндберг
  - Эллен Кей
  - Виктор Рюдберг
  - Виктория Бенедиктсон
  - Матильда Маллинг